# Municipio de Cypress (Dakota del Norte)
El municipio de Cypress (en inglés: Cypress Township) es un municipio ubicado en el condado de Cavalier en el estado estadounidense de Dakota del Norte. En el año 2010 tenía una población de 40 habitantes y una densidad poblacional de 0,35 personas por km².

## Geografía
El municipio de Cypress se encuentra ubicado en las coordenadas 48°56′15″N 98°54′36″O / 48.93750, -98.91000. Según la Oficina del Censo de los Estados Unidos, el municipio tiene una superficie total de 115.12 km², de la cual 115,01 km² corresponden a tierra firme y (0,1 %) 0,11 km² es agua.

## Demografía
Según el censo de 2010, había 40 personas residiendo en el municipio de Cypress. La densidad de población era de 0,35 hab./km². De los 40 habitantes, el municipio de Cypress estaba compuesto por el 95 % blancos, el 5 % eran amerindios. Del total de la población el 0 % eran hispanos o latinos de cualquier raza.